# Hichem Chaabane
Hichem Chaabane (né le 10 août 1988 à Blida) est un coureur cycliste algérien. Son père, Abdelkader Chaâbane, était également coureur cycliste.

## Biographie
En juillet 2007, alors qu'il n'a que 18 ans, Hichem Chaabane est sélectionné pour l'Algérie pour les championnats du monde B en Afrique du Sud, et y obtient la cinquième place. Deux semaines plus tard, il est 17e et premier algérien de la course en ligne des Jeux africains. 
En 2008, il rejoint l'équipe continentale sud-africaine Konica Minolta-Bizhub. Il participe à plusieurs courses en Afrique du Sud, mais aussi à des épreuves de la Coupe des Nations Espoirs. Il est le seul cycliste algérien sélectionné pour les Jeux olympiques à Pékin, abandonnant avant l'arrivée. Il est également sélectionné pour les Championnats du monde espoirs, puis pour les Championnats d'Afrique de cyclisme. Au cours de ces derniers, il prend la cinquième place de la course en ligne, terminant meilleur coureur de moins de 23 ans, ce qui lui vaut le titre de champion d'Afrique sur route espoirs. 
Chaabane rejoint en 2009 l'équipe MTN, mais n'y est pas conservé en 2010.
Le 23 avril 2015, il est provisoirement suspendu à la suite de résultats positifs à deux substances interdites (EPO et Glucocorticoïdes). Depuis le début de l'année 2015, il comptait sept victoires sur les courses UCI, toutes obtenues en Algérie, ce qui le classait troisième au classement des coureurs les plus victorieux derrière Alexander Kristoff et Richie Porte. Il est suspendu pour une durée de 18 mois à partir du 22 avril 2015 pour un contrôle positif à deux substances interdites. Tous ses résultats à partir du 21 mars 2015 inclus sont annulés.

## Palmarès
- 2008
  -  Champion d'Afrique sur route espoirs
- 2010
  -  Champion arabe sur route espoirs
  -  Champion d'Algérie sur route espoirs
  - 2e du championnat d'Algérie du contre-la-montre espoirs
  - 2e du championnat d'Algérie sur route
  -  Médaillé de bronze du championnat arabe sur route
  - 3e du championnat d'Algérie du contre-la-montre
- 2012
  -  Médaillé d'or du contre-la-montre par équipes au championnat arabe des clubs (avec Adil Barbari, Karim Hadjbouzit, Fayçal Hamza, Abderrahmane Hamza et Hamza Merdj)
  - 4e étape du Tour du Faso
  -  Médaillé d'argent du contre-la-montre au championnat arabe des clubs
  - 2e du championnat d'Algérie du contre-la-montre
  -  Médaillé de bronze du championnat d'Afrique du contre-la-montre par équipes
- 2013
  -  Champion d'Algérie sur route
  - Tour de Blida :
    - Classement général
    - 3e étape

  - 2e du championnat d'Algérie du contre-la-montre
  - 2e de l'UCI Africa Tour
  -  Médaillé d'argent du championnat d'Afrique du contre-la-montre par équipes
  - 7e du championnat d'Afrique sur route
- 2014
  - 5e étape du Tour d'Algérie
  - 2e du Grand Prix d'Oran
- 2015
  - Circuit international d'Alger
  - 1re et 3e étapes du Tour international d'Oranie
  - 3e étape du Tour international de Blida
  - 3e du Tour international de Blida

## Classements mondiaux
| Année           | 2007 | 2008 | 2009 | 2010 | 2011 | 2012  | 2013 | 2014 | 2015 |
| --------------- | ---- | ---- | ---- | ---- | ---- | ----- | ---- | ---- | ---- |
| UCI Africa Tour | 160e |      | 47e  |      | 140e | 28e   | 2e   | 18e  | 25e  |
| UCI Europe Tour |      |      |      |      |      | 1020e |      |      |      |